# عبد السلام بولعيش
عبد السلام بولعيش (بالإنجليزية: Abdeslam Boulaich)‏، حكاية مغربية، قام بول بولز بترجمة قِصصها من العربية المغربيّة إلى الإنجليزية. درست قصص بولعيش في دورات الكلية.